# IC 2957
IC 2957 ist eine linsenförmige Galaxie vom Hubble-Typ SB0 im Sternbild Großer Bär am Nordsternhimmel. Sie ist schätzungsweise 81 Millionen Lichtjahre von der Milchstraße entfernt.
Das Objekt wurde am 7. Mai 1896 von Stéphane Javelle entdeckt.